# 木村清孝
木村 清孝 （きむら きよたか、1940年12月19日 - ）は、日本の仏教学者・僧侶。専攻は、華厳思想を基にした東アジア仏教研究。学位は、文学博士（東京大学・1975年）。東京大学名誉教授。曹洞宗龍宝寺（函館市）前住職、総持学園常務理事、鶴見大学仏教文化研究所特別顧問。東大寺華厳学研究所長、仏教伝道協会会長。

## 人物
熊本県天草生まれ、幼少時に北海道函館へ移住。1963年東京教育大学文学部倫理学科卒、1971年東京大学大学院博士課程満期退学。1975年「初期華厳思想の研究」で東京大学より文学博士の学位を取得。1979年四天王寺女子大学教授、1983年東京大学文学部助教授、1988年教授。2001年定年退任し名誉教授。のちに国際仏教学大学院大学学長・特任教授、鶴見大学短期大学部教授・学長も務めた。

### 受賞歴
- 2024年、韓国・聴松学術賞[1]

## 著書
- 『初期中国華厳思想の研究』 春秋社、1977年
- 『中国仏教思想史』 世界聖典刊行協会〈パープル叢書〉、1979年
- 『中国華厳思想史』 平楽寺書店、1992年
- 『春陽秋霜 折々の記』 山喜房佛書林、2001年
- 『東アジア仏教思想の基礎構造』 春秋社、2001年
- 『『正法眼蔵』全巻解読』 佼成出版社、2015年
- 『教養としての仏教思想史』[2] 筑摩書房〈ちくま新書〉、2021年
- 『『永平広録』「上堂語・小参」全訳注』佼成出版社（上・下）、2023年

以下は放送テキスト
- 『華厳経をよむ』 [3]日本放送出版協会〈NHKライブラリー〉、1997年

- 改訂版 『華厳経入門』 角川ソフィア文庫、2015年

- 『仏教の思想』「放送大学教材」日本放送出版協会、2005年
- 『さとりへの道　華厳経に学ぶ』 NHK出版、2014年

教育テレビ「シリーズこころの時代　宗教・人生」（同年4月-9月）

### 共著・編著・訳注
- 『華厳経 浄行品、夜摩天宮菩薩説偈品、十地品（抄）、入法界品（抄）』 筑摩書房〈仏教経典選5〉、1986年
- 法蔵『華厳五教章』 中央公論社〈大乗仏典中国・日本篇7〉、1989年。現代語訳のみ
  - 他は『金師子章』（木村訳注）、圭峰宗密『原人論』（小林円照訳）
- 編著『仏教漢文読本』 春秋社、1990年
- 『法蔵』 鍵主良敬共著、大蔵出版〈人物中国の仏教〉、1991年
- 『ブッダの世界』 玉城康四郎共著、日本放送出版協会〈NHKブックス〉、1992年
- 『シリーズ・東アジア仏教』全5巻、高崎直道共編、春秋社 1995-1997年
- 『華厳部4 十住経他』 大蔵出版〈新国訳大蔵経 インド撰述部〉、2007年
- 『華厳宗部　華厳五教章（宋本）』 大蔵出版〈新国訳大蔵経 中国撰述部①-1〉、2011年
  - 他は、木村訳註『金師子章』、吉田叡禮訳註『法界玄鏡』
- 『シリーズ・東アジア仏教』（全5巻）、高崎直道と編者代表、春秋社、1995-1997年
- 『エリアーデ仏教事典』 ジョゼフ・キタガワほか編、末木文美士・竹村牧男共編訳、2005年
- 『新アジア仏教史6　中国Ⅰ 南北朝－仏教の東伝と受容』佼成出版社、2010年。全15巻

「第1章　中国の仏教」担当。編者代表・沖本克己

### 論文
- CiNii>木村清孝
- INBUDS>木村清孝

### 記念論集
- 『木村清孝博士還暦記念論集 東アジア仏教－その成立と展開』（春秋社 2002年）